# Pseudostomidae
Famille
Les Pseudostomidae sont une famille de vers plats marins de l'ordre des Prolecithophora.

## Systématique
Le nom valide complet (avec auteur) de ce taxon est Pseudostomidae Graff, 1904-08.

### Synonymes de Pseudostomidae
Pseudostomidae a pour synonymes :
- Cylindrostomidae Reisinger, 1924 (famille autrefois indépendante, qui regroupait les genres Allostoma, Cylindrostoma, Einarhelmins, Enterostomula, Euxinia, Monoophorum, Pregermarium et Thallagus)
- Gastropharyngidae Meixner, 1938
- Ulianiniidae Levinsen, 1879 (famille autrefois indépendante qui possédait le seul genre Ulianinia)

### Liste des genres
Selon la base de données World Register of Marine Species (14 décembre 2023), la famille des Pseudostomidae regroupe les genres suivants :
- Allostoma Beneden, 1861
- Cylindrostoma Ørsted, 1845
- Einarhelmins Karling, 1993
- Enterostomula Reisinger, 1926
- Euxinia Graff, 1911
- Gonostomula Westblad, 1955
- Monoophorum Bohmig, 1890
- Pregermarium Stirewalt, Ferguson & Kepner, 1942
- Pseudostomum Schmidt, 1848
- Reisingeria Westblad, 1955
- Thallagus Marcus, 1951
- Ulianinia Levinsen, 1879

### Genres synonymes
- le genre Allostomum Beneden, 1861 (orthographie incorrecte) est Allostoma Beneden, 1861
- le genre Cylidrostomum (orthographie incorrecte) est Cylindrostoma Ørsted, 1845
- le genre Cylindrostomum (correction injustifiée) est Cylindrostoma Ørsted, 1845
- le genre Rusalka Uljanin, 1870 est Pseudostomum Schmidt, 1848